# Barb & J.C. Hendee
Barb & J.C. Hendee sind ein amerikanisches Fantasy-Autorenduo, das seinen größten Erfolg bisher mit der "Noble Dead Saga" hatte, die in den USA wochenlang auf der Bestsellerliste stand.

## Leben
Barb und J.C. Hendee leben südlich von Portland (Oregon), (USA). Sie haben eine gemeinsame Tochter. Beide haben einen Masterabschluss in Englisch und unterrichteten fiktionales Schreiben sowohl im akademischen Bereich als auch bei privaten Unternehmen. J.C. Hendee besaß ein IT-Beratungsunternehmen und arbeitete als Web-Programmierer.
Barb Hendee veröffentlichte ihre Arbeiten in zahlreichen Genremagazinen und Anthologien. J.C. Hendees Poesie, Sachliteratur und Belletristik ist ebenfalls in vielen Zeitschriften erschienen. Obwohl Barb und J.C. Hendee schon vorher zusammen als Autorenteam gearbeitet hatten, gehören die Bücher der Noble Dead Saga (dt. "Dhampir-Saga") zu ihren erstmals längeren Kooperationsarbeiten.

## Veröffentlichungen
- Erste Buchreihe

1. Dhampir (2003, ISBN 0-451-45906-7) (dt. Dhampir – Halbblut, April 2008, ISBN 3-802-581-458)
2. Thief of Lives (2004, ISBN 0-451-45953-9) (dt. Dhampir – Seelendieb, September 2008, ISBN 3-802-581-563)
3. Sister of the Dead (2005, ISBN 0-451-46009-X) (dt. Dhampir – Dunkelland, Mai 2009, ISBN 3-802-581-989)
4. Traitor to the Blood (2006, ISBN 0-451-46066-9) (dt. Dhampir – Blutsverrat, November 2009, ISBN 3-802-582-438)
5. Rebel Fay (2007, ISBN 0-451-46121-5) (dt. Dhampir – Schattenherz, Juni 2010, ISBN 978-3-8025-8270-7)
6. Child of a Dead God (January 2008, ISBN 0-451-46187-8) (dt. Dhampir – Götterjagd, November 2010, ISBN 978-3-8025-8271-4)

- Zweite Buchreihe

1. In Shade and Shadow (2009, ISBN 978-0-451-46250-3) (dt. Dhampir – Vergessene Zeit, Dezember 2011, ISBN 978-3-8025-8469-5)
2. Through Stone and Sea (2010, ISBN 978-0-451-46312-8) (dt. Dhampir: Steinerne Flut, Februar 2013, ISBN 978-3-8025-8470-1)
3. Of Truth and Beasts (2011, ISBN 978-0-451-46375-3)

- Dritte Buchreihe

1. Between Their Worlds (2012, ISBN 978-0-451-46435-4)
2. The Dog in the Dark (2012, ISBN 978-0-451-46493-4)

## Kritik
Zu "Dhampir – Halbblut":

„Ein herrlich erfrischender Fantasy-Roman ... die Vampire sind würdige Gegner ... der Leser fiebert von der ersten bis zur letzten Seite mit!“

„Fabelhaft unterhaltsames Abenteuer voller Spannung und bissigem Humor ... ein erstklassiges Fantasy-Debüt!“

„In Dhampir (Halbblut) mixen Barb und J.C Hendee Herr der Ringe und Buffy – The Vampire Slayer mit einer gesunden Dosis von "The Sting" für ein Abenteuer, das sowohl humorvoll als auch spannend ist.“